# قلمرو گینه نو
قلمرو گینه نو (انگلیسی: Territory of New Guinea)
یک قلمرو تحت مدیریت استرالیا در جزیره گینه نو از سال ۱۹۱۴ تا ۱۹۷۵ بود.